# Sosnovka (vattendrag i Belarus)
Sosnovka (ryska: Сосновка) är ett vattendrag i Belarus.   Det ligger i voblasten Mahiljoŭs voblast, i den östra delen av landet, 290 km öster om huvudstaden Minsk.
Omgivningarna runt Sosnovka är en mosaik av jordbruksmark och naturlig växtlighet. Runt Sosnovka är det glesbefolkat, med 20 invånare per kvadratkilometer.